# Hybalus subcornutus
Hybalus subcornutus är en skalbaggsart som beskrevs av Leon Fairmaire 1870. Hybalus subcornutus ingår i släktet Hybalus och familjen Orphnidae. Inga underarter finns listade i Catalogue of Life.